# Harv (musikgrupp)
Harv är en svensk instrumental folkmusikgrupp. Den bildades 1996 ursprungligen som en duo bestående av Magnus Stinnerbom (harvfiol, viola, dragspel, sälgflöjter) och Daniel Sandén-Warg (hurvfiol, fiol, moraharpa, mungiga), men är numera en kvartett, då Christian Svensson (percussion, inspelningstekniker) och David Tallroth (gitarr) tillkommit som permanenta medlemmar.
Sedan senaste studioalbumet har gruppens arbete haft uppehåll. Stinnerbom har sedan dess spelat och turnerat med Ale Möller Band, samt arbetat som kompositör och musikansvarig på Västanå teater i Sunne [källa behövs]. 

## Priser och utmärkelser
- 2000 – Gevalias musikpris

## Diskografi
- 1997 – Harv (Magnus Stinnerbom & Daniel Sandén-Warg)
- 2000 – Must
- 2002 – Töst!
- 2005 – Direktör Deg (EP)
- 2005 – Polka Raggioso